# Шорохова, Римма Ивановна
Ри́мма Ива́новна Шо́рохова (род. 7 июля 1926, Кузино, Первоуральский район, Свердловский округ, Уральская область) — советская киноактриса.

## Биография
Римма Шорохова родилась 7 июля 1926 года в с. Кузино в семье рабочего-железнодорожника, машиниста в депо. После того как отец оставил семью, воспитывалась в семье Павла Лаврентьевича Брагина, заведующего коммунальным хозяйством Уральского алюминиевого завода.
В 1942 году окончила школу-восьмилетку, в 1946 году — химико-алюминиевый техникум в Каменске. Работала техником-исследователем Уральского алюминиевого завода.
В 1947 году поступила на актёрский факультет ВГИКа (мастерская Сергея Юткевича и Михаила Ромма). Окончила ВГИК в 1951 году.
Ещё студенткой Римма Шорохова вышла замуж за своего однокурсника Владимира Гуляева, однако к середине 1950-х годов супруги расстались.
В 1959 году, снимаясь в советско-чехословацком фильме «Прерванная песня», познакомилась с кинооператором Гольбухом, за которого вышла замуж и уехала с супругом в Чехословакию.
Известны два фильма, в которых снялась Шорохова в Чехословакии. Записывалась на радио.
В середине 1970-х годов работала администратором ресторана.

## Фильмография
Сыграла две главные роли — в «Случай в тайге» (1953) и в лидере кинопроката «Дом, в котором я живу» (1957), однако, наиболее известна ролью в фильме «Весна на Заречной улице».

Окончив в 1951 году ВГИК дебютировала в кино: сыграла роль санитарки в фильме «Сельский врач». А два года спустя «доросла» и до главной роли в приключенческом фильме «Случай в тайге». В 1956 году на экраны страны вышла знаменитая мелодрама «Весна на Заречной улице», где Шорохова исполнила роль Али. Год спустя актриса снялась сразу в двух фильмах: у Гайдая в «Женихе…» и у Кулиджанова в «Доме, в котором я живу». После чего киношная карьера Шороховой в СССР завершилась.— киновед Фёдор Раззаков

Что привлекает в фильме «Случай в тайге», несмотря на многие его слабости? … появилась Елена (Р. Шорохова) перед Андреем (Б. Битюков) и исчезла в зарослях, мимоходом бросив случайному встречному слова о таежных опасностях. … В этих эпизодах постановщики и вместе с ними актеры не отступили от психологической правды. Правдиво и просто без расчета на дешевый эффект поданы в экспозиции фильма неожиданности, подстерегающие человека в тайге. — журнал «Искусство кино», 1954 год
- 1951 — Сельский врач — санитарка (дебют в кино)
- 1953 — Возвращение Василия Бортникова — Олюшка
- 1953 — Застава в горах — жена офицера-пограничника
- 1953 — Случай в тайге — Елена Михайловна Седых, охотовед
- 1953 — Нахлебник — Маша, горничная
- 1953 — Степные зори — Ольга
- 1954 — Надежда — Ирина Сергеевна
- 1954 — Родимые пятна (киноальманах) — ревизор
- 1955 — Земля и люди — Настя
- 1956 — Беспокойная весна — Ольга Кошарова
- 1956 — Весна на Заречной улице — Аля Алёшина
- 1957 — Дом, в котором я живу — Катя, дочь Павла Давыдова, жена Николая и мать Майи
- 1958 — Жених с того света — Матвеева, беременная посетительница
- 1958 — 1972 — Искатели солнца
- 1959 — Жизнь прошла мимо — Татьяна, жена Иннокентия Степанова
- 1959 — Прерванная песня / Přerušená píseň (СССР—Чехословакия) — медсестра
- 1960 — Чёрная суббота / Černá sobota (Чехословакия) — невеста
- 1961 — Ранняя весна / Predjarie (Чехословакия) — Люба, русская партизанка